# BR Engineering BR01
BR Engineering BR01 — гоночный автомобиль, спортпрототип категории LMP2. Разработан российской компанией BR Engineering для участия в гонках на выносливость, в том числе марафоне «24 часа Ле-Мана», при участии Паоло Катоне, известного конструктора гоночных машин и спорткаров. Оснащён 4,5-литровым двигателем Nissan Zytek VK45DE V8.

## История выступлений

### Сезон 2015 года
В сезоне 2015 года SMP Racing изначально планировала полноценную сезонную программу в Европейской серии Ле-Ман. После пропуска первого этапа, в котором команда использовала Oreca 03, автомобиль с его ливреей был представлен в Имоле. SMP Racing выставила два BR01 на гонку «24 часа Ле-Мана» и один прототип на этап «6 часов Бахрейна».

### Сезон 2016 года
В сезоне 2016 года команда SMP Racing выступила в гонке «24 часа Дейтоны», опередив запланированное участие двух автомобилей в Чемпионате мира по автогонкам на выносливость. Михаил Алёшин занял поул-позицию в дождевой квалификационной сессии, однако во время гонки автомобиль потерял позиции, в итоге заняв 38-е место в общем зачёте.

### Сезон 2021 года
Четыре BR01 участвовали в гонках Masters Endurance Legends. По состоянию на 13 июня, автомобиль одержал шесть побед в классе G2/P2, а также шесть призовых мест в общем зачёте.